# Cryptocarya laevigata
Cryptocarya laevigata är en lagerväxtart som beskrevs av Carl Ludwig von Blume. Cryptocarya laevigata ingår i släktet Cryptocarya och familjen lagerväxter. Utöver nominatformen finns också underarten C. l. bowiei.